# Shōzō Saijō
Shōzō Saijō (jap. 西城 正三 Saijō Shōzō; * 28. Januar 1947 in Saitama, Japan) ist ein ehemaliger japanischer Boxer im Federgewicht. Er wurde von Masaki Kanehira sowie von Ben Adachi gemanagt.

## Profi
Am 13. August 1964 gab er erfolgreich sein Profidebüt. Er erhielt 1968 als Erster die Auszeichnung zum Sportler des Jahres. Im September desselben Jahres nahm er durch einen einstimmigen Punktsieg Raúl Rojas den WBA-Weltmeistertitel ab. Diesen Gürtel verteidigte er mehrmals und verlor ihn am 2. September im Jahre 1971 an den Venezolaner Antonio Gómez durch klassischen K. o. in Runde 5. Nach dieser Niederlage beendete Saijō seine Karriere.